# Le Seuil du vide
Pour plus de détails, voir Fiche technique et Distribution.
Le Seuil du vide est un film fantastique français de Jean-François Davy, produit en 1971 mais sorti en 1974.

## Synopsis
Wanda, une jeune peintre, monte à Paris pour faire carrière. Une vieille dame propose de lui louer un appartement. Il s'agit d'une petite chambre meublée qui comporte une porte condamnée. Elle arrive à ouvrir la porte, mais se demande s'il s'agit de rêves, de visions ou de la réalité.
Un galeriste lui propose d'exposer ses toiles. Il l'invite à une fête où elle pourra rencontrer du monde et se faire des relations. Mais cette fête est une sorte d'étrange bal costumé dans un château. Wanda est enlevée, elle se réveille et fuit le château.

## Fiche technique
- Titre : Le Seuil du vide
- Scénario : Alain Gerber, André Ruellan et Jean-François Davy, d'après le roman d'André Ruellan
- Réalisation : Jean-François Davy, assisté d'Alain Quercy
- Musique : Jack Arel
- Photographie : Dominique Brabant
- Production : Guy Neyrac
- Scripte : Natalie Perrey
- Pays de production :  France
- Langues : français
- Format : couleur — son monophonique
- Genre : fantastique
- Durée : 71 minutes
- Date de sortie : France : 27 mars 1974

## Distribution
- Dominique Erlanger : Wanda Leibowitz
- Odette Duc : Léonie
- Catherine Rich : Mona
- Michel Lemoine : Franck, l'amant de Wanda
- Jean Servais : De Gournais, le directeur de la galerie
- Pierre Vaneck : Dr. Liancourt
- Georgette Anys : La mère de Wanda
- Arlette Emmery : L'infirmière (comme Arlette Emery)
- Claude Melki : Le barman
- Jean-François Davy : le peintre fauché
- Liza Braconnier (comme Elizabeth Braconnier)
- Jean Droze
- Adrien Forge
- Philippe Gasté
- Karine Jeantet
- Yvon Lec
- Roger Lumont
- Paul Pavel
- André Tomasi
- Roland Topor : Homme dans le métro

## Autour du film
Le Seuil du vide a été comparé à des films de Roman Polanski comme Rosemary's Baby ou Le Locataire (d'après Roland Topor, qui fait une apparition dans Le Seuil du vide).
Le réalisateur avait fait lire le scénario à Arletty, qu'il souhaitait voir jouer dans le film. Malgré de nombreuses rencontres, cela ne se fait pas. « À ce stade de sa vie, Arlette voulait encore ressembler à une actrice, tout en ayant renoncé à jouer », explique-t-il.